# Вероніка лікарська
Вероні́ка ліка́рська (Veronica officinalis) трав'яниста багаторічна рослина родини подорожникових (раніше відносили до родини ранникових Scrophulariaceae).

## Морфологічна характеристика
Невисока (15—30 см заввишки) рослина з повзучим кореневищем, що утворює дернинки з висхідними гілками. Стебло сланке, округле, рівномірно запушене, розгалужене, вкорінюється у вузлах, верхівки висхідні. Листки супротивні, шорсткуваті, короткочерешкові, видовжено-оберненояйцеподібні або еліптичні, зубчасті або зарубчасто-пилчасті. Квітки (6-7 мм у діаметрі) блідо-лілові або блакитні, зібрані у китицеподібне суцвіття, яке виходить з пазухи одного з двох супротивних листків. Квітконіжки коротші за приквітки і чашечку. Квітки майже правильні. Оцвітина подвійна. Чашечка п'ятироздільна, частки чашечки вузьколанцетні. Віночок чотиричленний зрослопелюстковий, блідо-блакитний з білими темними жилками, трохи більший від чашечки. Тичинок дві, маточка одна, зав'язь верхня, дволопатева, приймочка цілісна. Плід — коробочка, трикутнооберненояйцеподібної форми, стиснута, туповиїмчаста, золотистопухнаста.

## Екологічна приуроченість
Вероніка лікарська росте у хвойних і мішаних лісах, на вирубках, рідколіссях, галявинах. Світлолюбна рослина. Цвіте у травні — червні.

## Поширення
Поширена на Поліссі, в Лісостепу, рідко в степу. Райони заготівель — Волинська, Житомирська, Рівненська, Київська, Чернігівська, Львівська, Тернопільська, Харківська, Сумська, Черкаська, Івано-Франківська і Закарпатська області. Запаси сировини значні.

## Близькі види
Вероніка дібровна (V. chamaedrys L.) відрізняться від вероніки лікарської запушеним по двох супротивних гранях стеблом і парними китицями. Росте в мішаних і листяних лісах, у заростях чагарнику, на галявинах, узліссях.
Світлолюбна рослина. Поширена майже по всій Україні.

## Практичне використання
Лікарська, медоносна і декоративна рослина.
У науковій медицині застосовують як відхаркувальний і протизапальний засіб при шлунково-кишкових захворюваннях.
У народній медицині квітучі стебла застосовують при хворобах органів дихання (катари бронхів, легень, астма). Входить до складу трав'яних сумішей, що використовуються для лікування запалень сечового міхура, нирок і шлунка, при хворобах надниркових залоз, нирковокам'яній хворобі, при відсутності апетиту. Траву заварюють як чай і п'ють при хворобах печінки, виразках шлунку, клімаксі, проносах, головних болях, ревматизмі, туберкульозі легень, як потогінний засіб. Зовнішньо застосовують для лікування золотухи, при хворобах шкіри, як ранозагоювальний засіб, при опіках.
Трава містить таніди, смоли, ефірні олії, глюкозиди, віск, яблучну, лимонну, винну, молочну й оцтову кислоти.
У гомеопатії застосовують есенцію з свіжої трави. У ветеринарії вероніку лікарську використовують для лікування кривавого проносу у великої рогатої худоби та коней.
Вероніка дібровна містить вітамін С і каротин. Використовується як замінник кресс-салату, для приготування приправ до м'ясних і рибних страв, додають у супи.
Вероніки — весняно-літні медоноси, дають підтримувальний взяток. Одна квітка виділяє 0,441 мг цукру. Медопродуктивність 18 кг з 1 га.
Вероніка дібровна у сіні добре поїдається худобою.
Це декоративна рослина, придатна для декорування галявин у парках.

## Збирання, переробка та зберігання
Збирають квітучі пагони, зриваючи їх без пошкодження підземної частини, швидко і обережно сушать у сухих, теплих, добре провітрюваних приміщеннях, розстилаючи тонким шаром на папері або тканині. Висушену траву пакують у тюки вагою по 50 кг. Зберігають у сухих добре провітрюваних приміщеннях.